# Anunciação

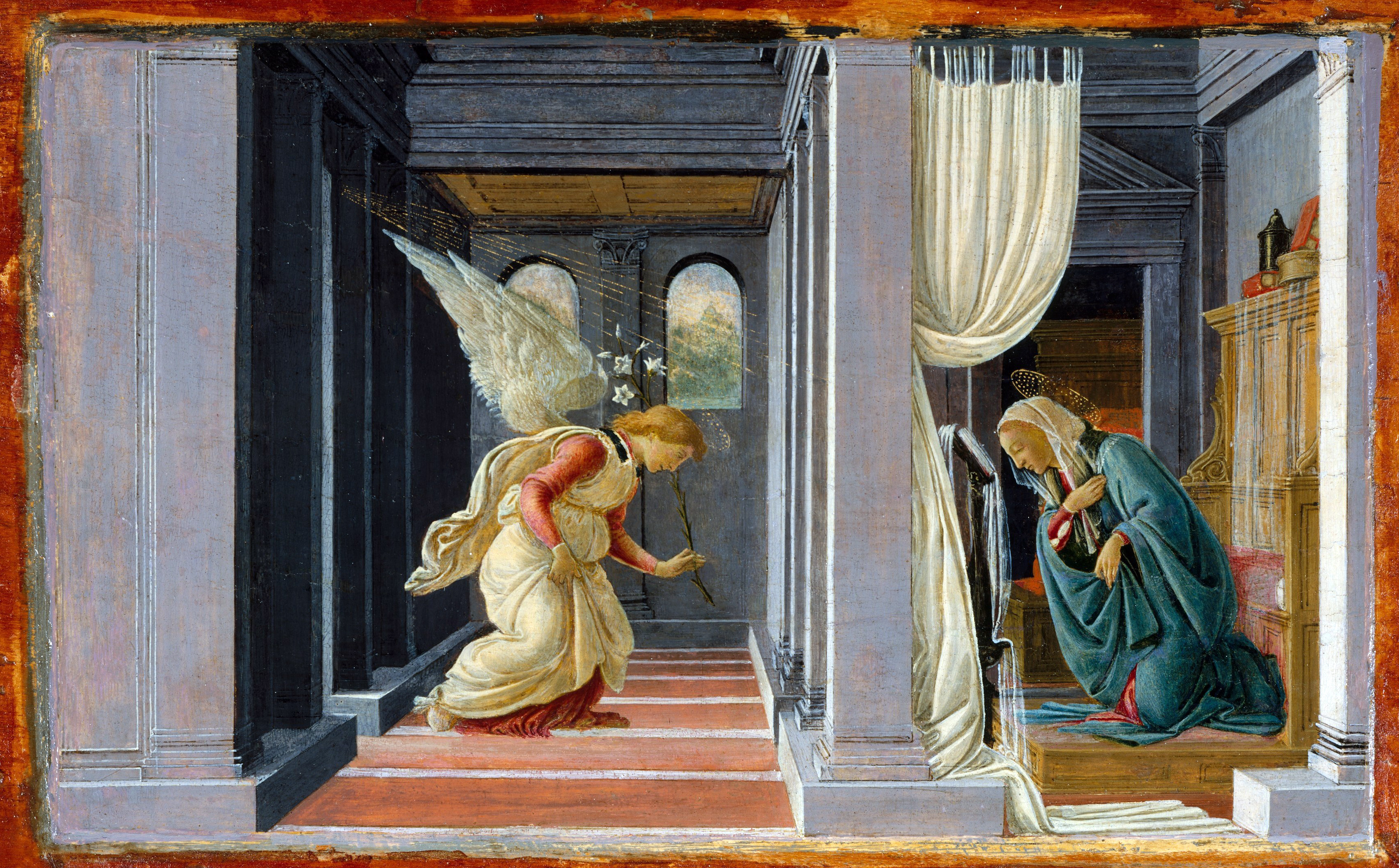
Ave Maria, cheia de graça!
Por Botticelli, no Metropolitan Museum of Art em Nova Iorque

A Anunciação, também conhecida como Anunciação da Virgem Maria, é a celebração cristã que recorda e celebra o anúncio dado pelo Arcanjo Gabriel à Virgem Maria de que ela seria a mãe de Jesus Cristo. Apesar de sua virgindade perpétua, Maria milagrosamente conceberia uma criança, que seria chamada de Filho de Deus. Gabriel também disse a Maria que ela deveria chamar a criança de Jesus ("Salvador"). Muitos cristãos celebram este evento na festa da Anunciação, em 25 de março, exatamente nove meses antes do Natal. De acordo com a Bíblia (em Lucas 1:26), a Anunciação ocorreu no "no sexto mês" da gravidez de Isabel, a prima de Maria e mãe de João Batista.
Tanto a Igreja Católica como a Igreja Ortodoxa mantêm que o evento ocorreu em Nazaré, mas discordam da localização precisa. A Basílica da Anunciação marca o lugar segundo a primeira, enquanto que a Igreja Grega Ortodoxa da Anunciação está no lugar preferido pela segunda.
A Anunciação é também um dos mais importantes temas da arte cristã em geral, particularmente durante a Idade Média e o Renascimento.

## Anunciação

Anunciação
Por, no Museu do Prado, Madri

Uma descrição mais detalhada da Anunciação é feita no Evangelho de São Lucas (Lucas 1:26–38):
| “ | 26. Quando Isabel estava no sexto mês, o anjo Gabriel foi enviado por Deus a uma cidade da Galileia, chamada Nazaré, 27. a uma virgem prometida em casamento a um homem de nome José, da casa de Davi. A virgem se chamava Maria. 28. O anjo entrou onde ela estava e disse: “Alegra-te, cheia de graça! O Senhor está contigo”. 29. Ela perturbou-se com estas palavras e começou a pensar qual seria o significado da saudação. 30. O anjo, então, disse: “Não tenhas medo, Maria! Encontraste graça junto a Deus. 31. Conceberás e darás à luz um filho, e lhe porás o nome de Jesus. 32. Ele será grande; será chamado Filho do Altíssimo, e o Senhor Deus lhe dará o trono de Davi, seu pai. 33. Ele reinará para sempre sobre a descendência de Jacó, e o seu reino não terá fim”. 34. Maria, então, perguntou ao anjo: “Como acontecerá isso, se eu não conheço homem?” 35. O anjo respondeu: “O Espírito Santo descerá sobre ti, e o poder do Altíssimo te cobrirá com a sua sombra. Por isso, aquele que vai nascer será chamado santo, Filho de Deus. 36. Também Isabel, tua parenta, concebeu um filho na sua velhice. Este já é o sexto mês daquela que era chamada estéril, 37. pois para Deus nada é impossível”. 38. Maria disse: “Eis aqui a serva do Senhor! Faça-se em mim segundo a tua palavra”. E o anjo retirou-se. | ” |
|   | — Lucas 1:26–38. |   |

Outra, mais breve, está no Evangelho de São Mateus (Mateus 1:18–21):
| “ | 18. Ora, a origem de Jesus Cristo foi assim: Maria, sua mãe, estava prometida em casamento a José e, antes de passarem a conviver, ela encontrou-se grávida pela ação do Espírito Santo. 19. José, seu esposo, sendo justo e não querendo denunciá-la publicamente, pensou em despedi-la secretamente. 20. Mas, no que lhe veio esse pensamento, apareceu-lhe em sonho um anjo do Senhor, que lhe disse: “José, Filho de Davi, não tenhas receio de receber Maria, tua esposa; o que nela foi gerado vem do Espírito Santo. 21. Ela dará à luz um filho, e tu lhe porás o nome de Jesus, pois ele vai salvar o seu povo dos seus pecados. | ” |
|   | — Mateus 1:18–21. |   |

O texto da Anunciação como relatado nos Evangelhos serviu de base para a criação da oração da ave-maria, que se inicia com a saudação feita por Gabriel à Maria ("Ave Maria, cheia de graça O Senhor é convosco!" - Ave Maria, gratia plena, Dóminus tecum). A oração depois continua com o trecho da Visitação.

## Celebração

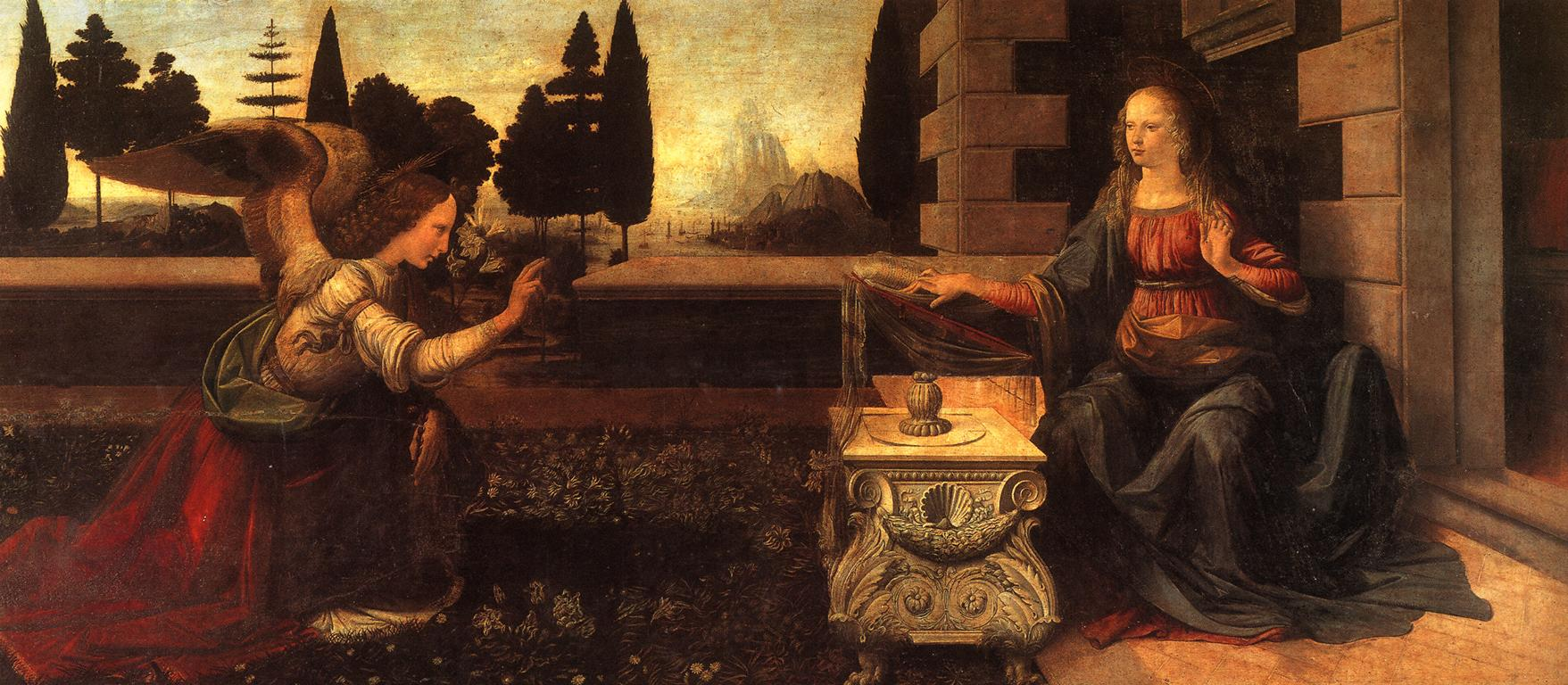
Anunciação
por Leonardo da Vinci, na Galeria Uffizi, em Florença

### Tradições ocidentais
No calendário litúrgico das Igrejas Católica, Anglicana e Luterana, a data da festa é alterada sempre que ela cair na Semana Santa ou num domingo. Para evitar o domingo antes da Semana Santa, o dia seguinte (26 de março) será o dia da celebração. Em anos como 2008, quando 25 de março caiu na Semana Santa, a Anunciação foi comemorada na segunda após a oitava da Páscoa, que é o domingo após a Páscoa.
Quando o sistema calendário do Anno Domini foi introduzido pela primeira vez por Dionísio Exíguo em 525 d.C., ele marcou o início do ano novo no dia 25 de março, pois, de acordo com a teologia cristã, a nova era de graça divina começou com a Encarnação de Cristo, da qual a Anunciação é o primeiro ato.
No rito latino da Igreja Católica, a Anunciação é um Mistério Gozoso do Santo Rosário.

### Tradições orientais
No cristianismo oriental, Maria é chamada de Teótoco ("Mãe de Deus"). O tropário tradicional (hino do dia) da Anunciação remonta à época de Atanásio de Alexandria.
A Festa da Anunciação é uma das Grandes Festas do ano litúrgico. Sendo o primeiro ato da Encarnação de Jesus, a Anunciação tem tanta importância na teologia oriental que a Liturgia Divina Festiva de São João Crisóstomo é sempre celebrada no dia 25 de março, independente de quando este dia cair, mesmo se for no dia da Pascha, uma coincidência que é chamada de Kyriopascha. É também a única possibilidade da Divina Liturgia ser celebrada na Grande e Sagrada Sexta é se ela cair no dia 25 de março. Por conta disso, o ritual de celebração desta festa é um dos mais complicados de toda a liturgia da Igreja Ortodoxa.

## Origens da Festa
Esta festa era observada já muito cedo pelos calendários cristãos. Segundo Talley, liturgista anglicano, a data baseia-se na tradição judaica e pensamento rabínico. Ele observa que o nascimentos e mortes, inícios e finais, já eram celebrados em uma data específica. Dada a suprema importância de 14 Nisan, a data da Páscoa judaica, era uma escolha óbvia para os novos cristãos marcar o início de sua história, ou seja, a Anunciação da vinda de Jesus Cristo.
Talley, no tratado 'De solstitiia et aequinoctia conceptionis et nativitatis domini nostri iesu Christi et iohannis baptista', toma por base o fato do anjo Gabriel ter aparecido para Zacarias, marido de Isabel e pai de João Batista, quando este servia no Santíssimo Altar do Templo de Jerusalém, quando este servia como Sumo Sacerdote durante a Festa do Yom Kipur, o que coloca a concepção de João Batista na Festa dos Tabernáculos e seu nascimento nove meses após, próximo ao solstício de verão (do hemisfério norte). Como o Evangelho de São Lucas afirma que a Anunciação ocorreu no sexto mês de gravidez de Isabel, ele deve ter ocorrido próximo ao equinócio da primavera, ou seja, da Festa da Páscoa judaica.
As primeiras alusões à festa encontram-se no cânon do Décimo Concílio de Toledo (656). O Concílio de Constantinopla (692) proibiu a celebração de festas durante a Quaresma, excetuando-se os domingos (Dia do Senhor) e a Anunciação.  Uma origem ainda mais antiga já foi alegada para ela, alegando que a festa foi citada nos sermões de Atanásio de Alexandria e de Gregório Taumaturgo, mas ambos os documentos são hoje considerados espúrios. O Sínodo de Worcester, na Inglaterra, em 1240, proibiu todo o trabalho servil nesta data.

## Anunciação na arte
A Anunciação é um dos mais frequentes temas da arte cristã, tanto no oriente quanto no ocidente, principalmente durante a Idade Média e o Renascimento, e figura no repertório de quase todos os grandes mestres. As imagens da Virgem Maria e do Anjo Gabriel, emblemáticas da pureza e da graça, eram o tema favorito na arte mariana católica romana. Obras sobre o tema foram criadas por artistas como Sandro Botticelli, Leonardo da Vinci, Caravaggio, Duccio e Murillo, entre outros. Os mosaicos de Pietro Cavallini em Santa Maria in Trastevere (1291), o afresco de Giotto na Capela Scrovegni em Pádua (1303), o afresco de Domenico Ghirlandaio na igreja de Santa Maria Novella (1486) e a escultura dourada de Donatello na Basílica de Santa Croce (1435), ambas em Florença, são exemplos famosos.

### Galeria

Simone Martini, 1313-1342
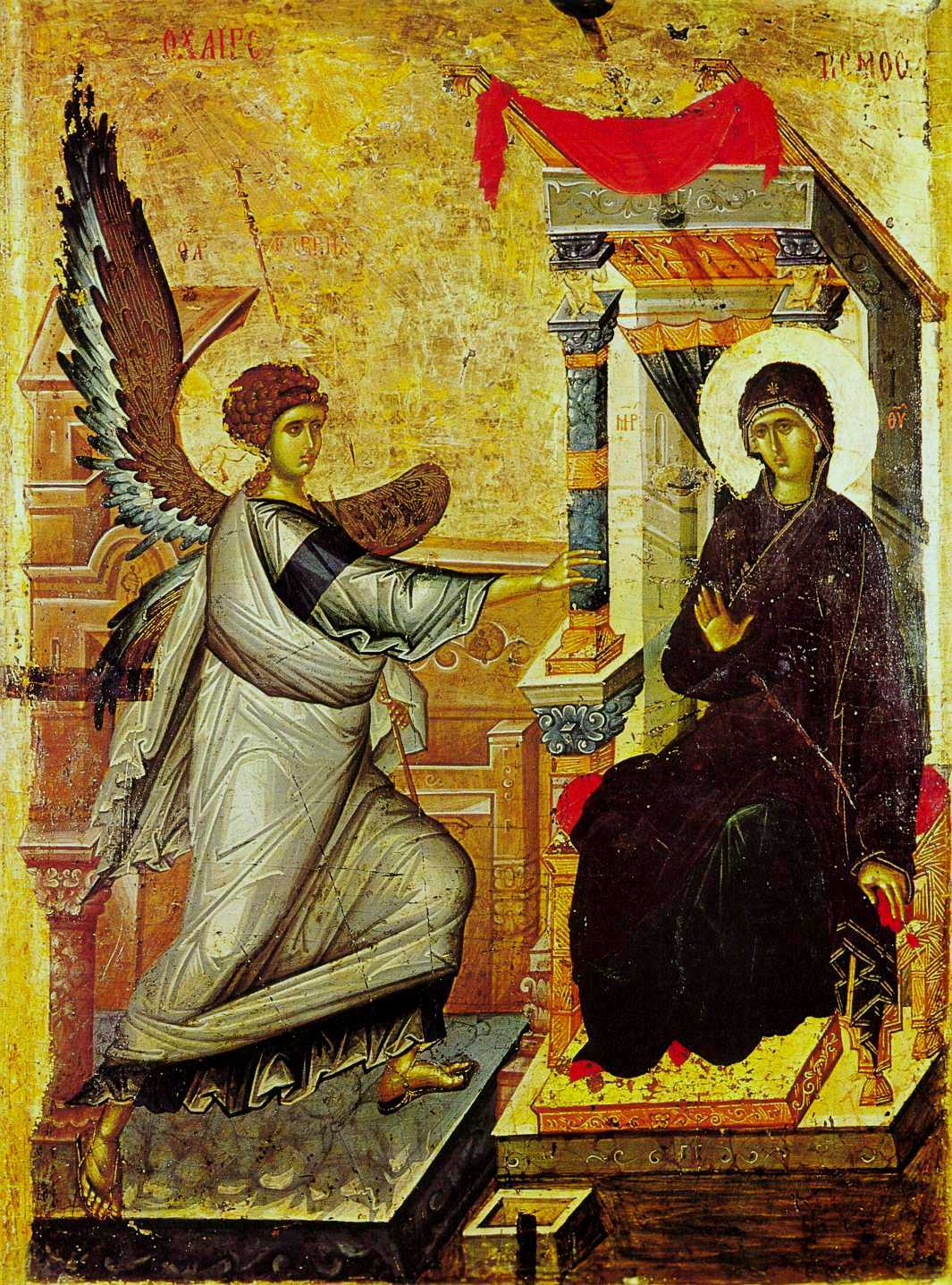
Ícone bizantino do início do século XIV
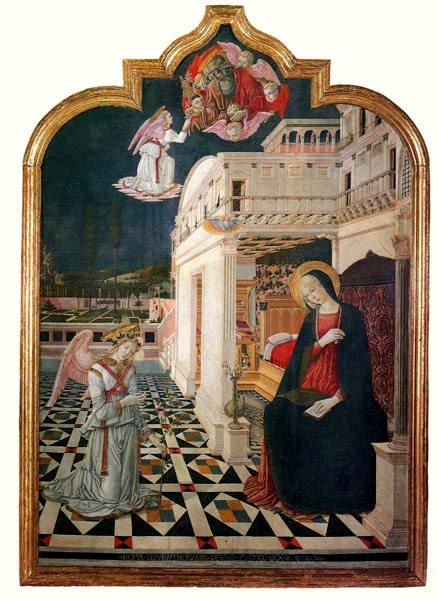
Benvenuto di Giovanni, 1470
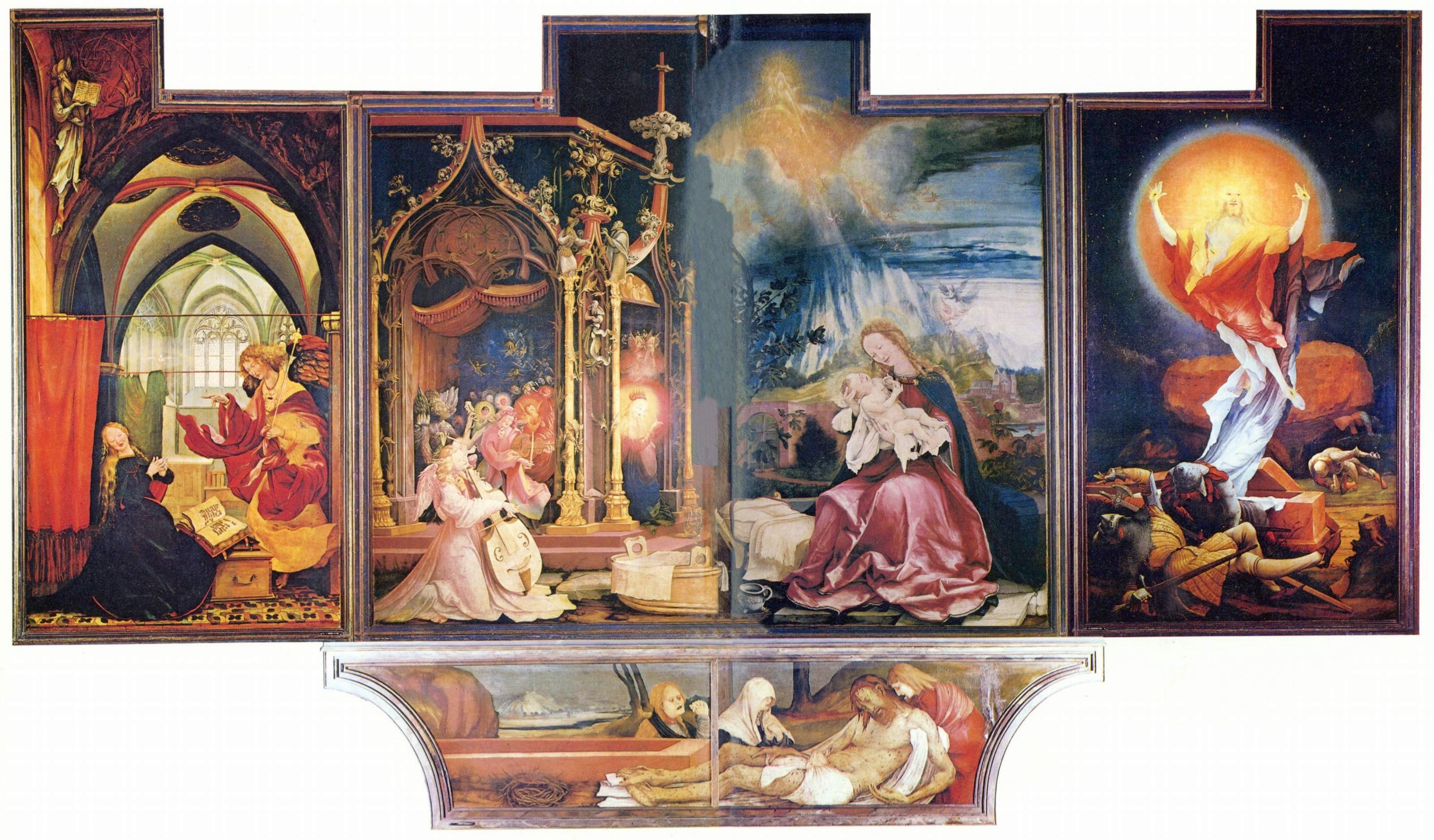
Matthias Grünewald, 1512-1516
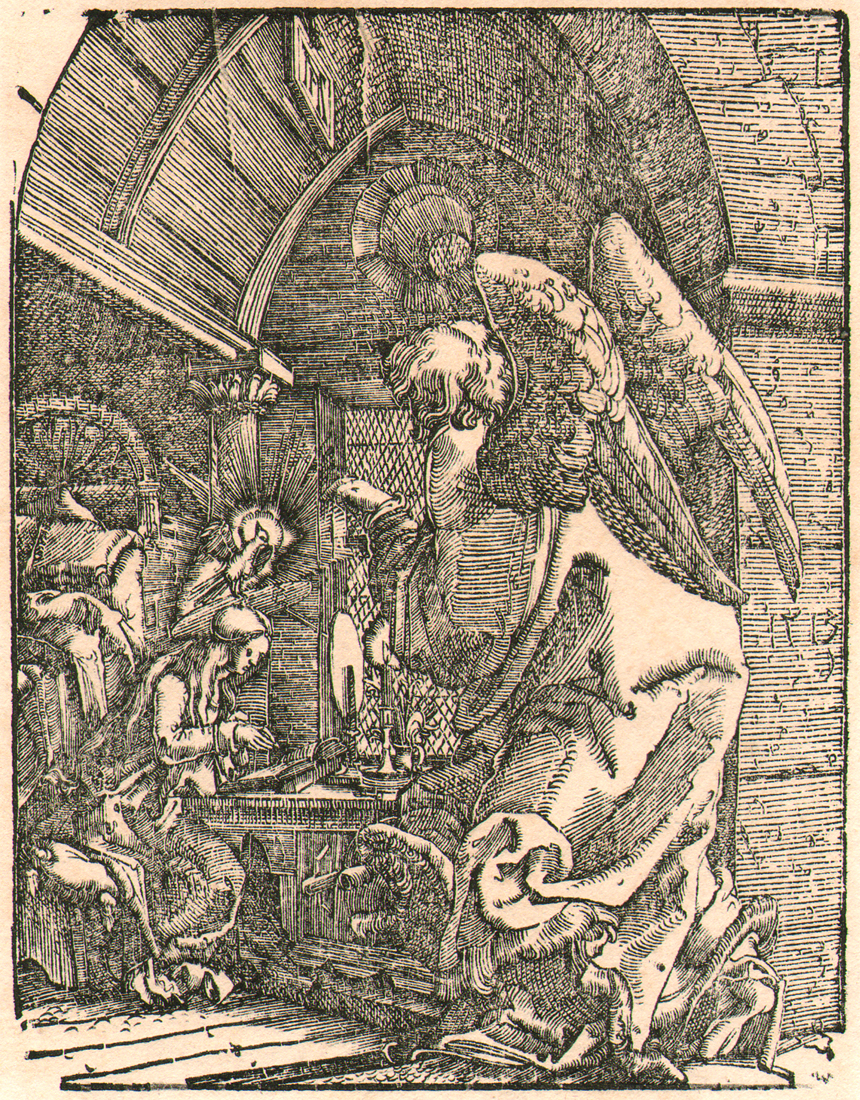
Albrecht Altdorfer, 1513
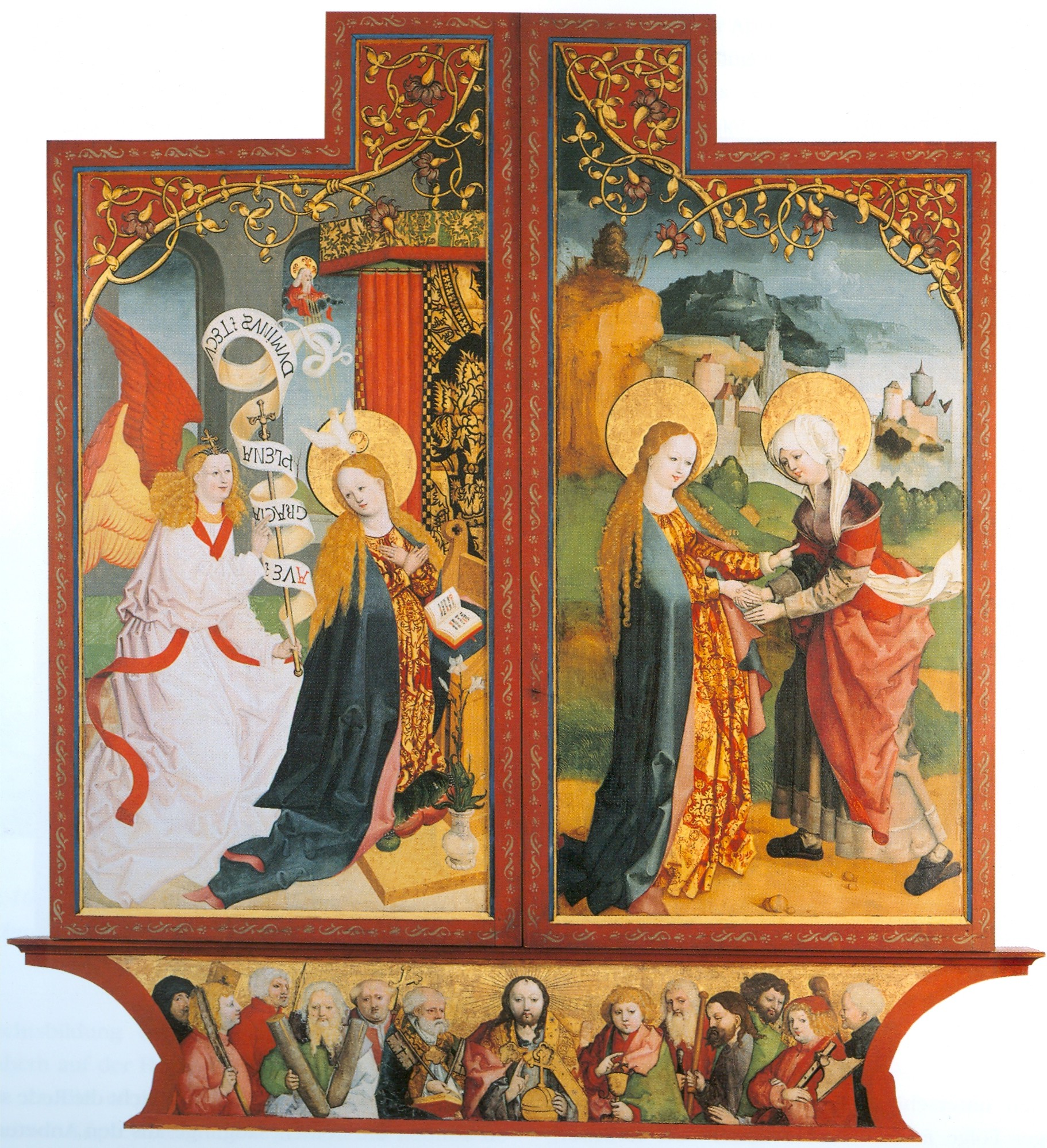
Peça de Altar, 1518
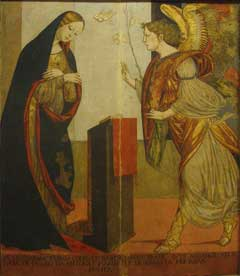
Anunciação de Mariotto Albertinelli, século XV
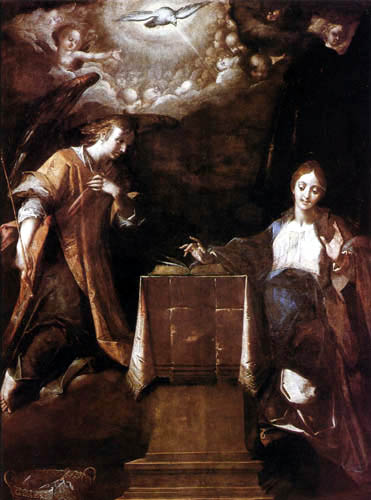
Anunciação de Hans von Aachen, 1610
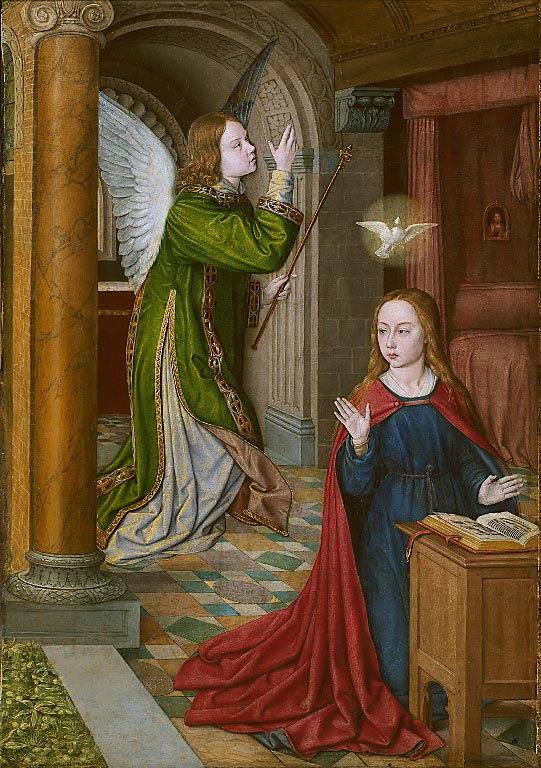
Anunciação de Jean Hey, 1490
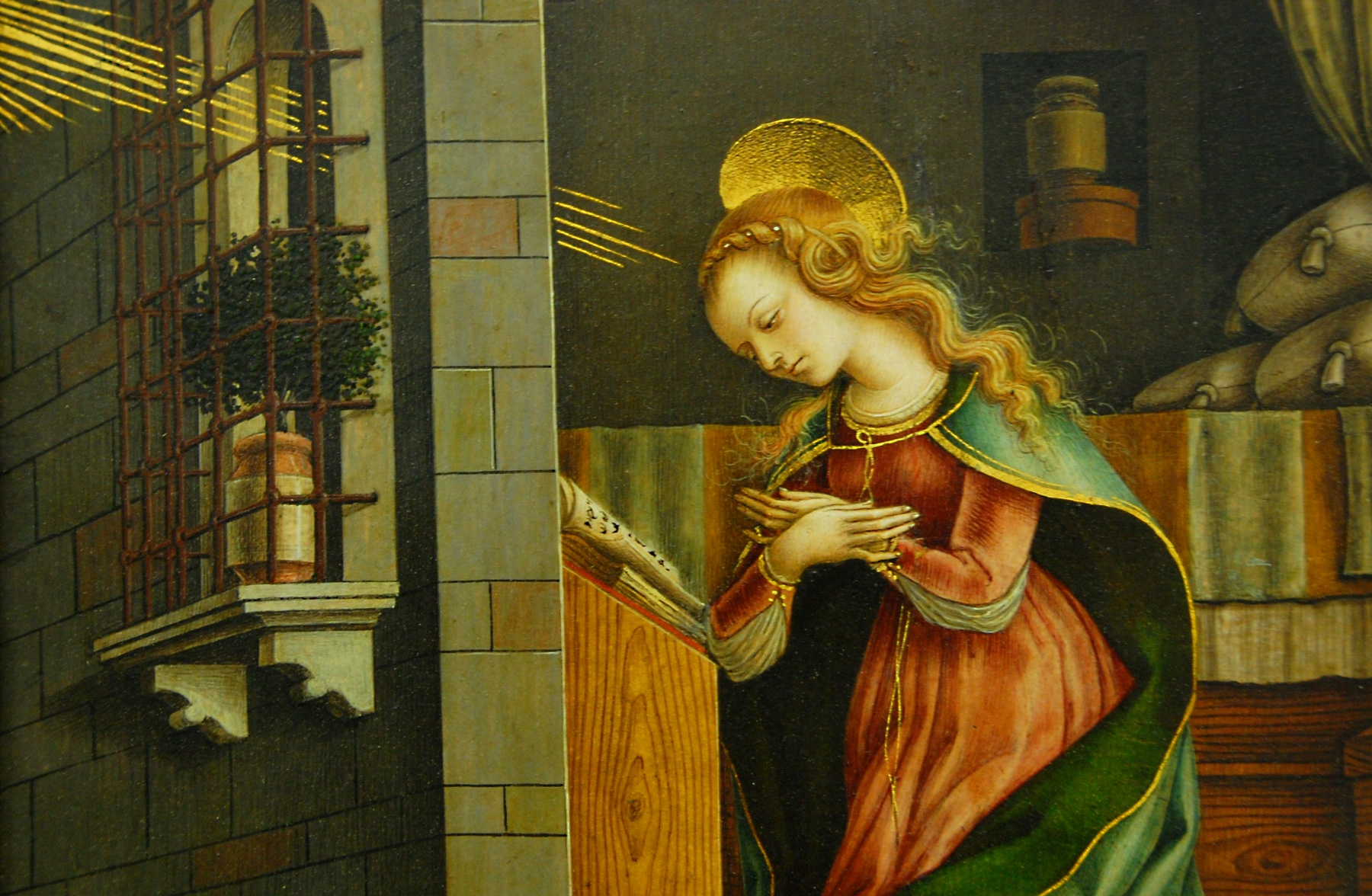
A Anunciação da Virgem de Carlo Crivelli, século XV